# 青砥神社
青砥神社（あおとじんじゃ）は、東京都葛飾区青戸の神社。

## 歴史
1576年（天正4年）に創建された。青戸村の鎮守であった。当初の祭神は猿田彦命、健御名方命、宇迦之御霊命で、「三社明神」と称していた。
その後、1872年（明治5年）に「白髭神社」に改称、1943年（昭和18年）に白山神社を合祀して「青砥神社」に改称した。戦後も1960年（昭和35年）に青戸地区にあった高木神社・八幡神社・北野神社・葛葉稲荷神社・水神社の5社を合祀、昭和後期に環状七号線の用地上にあった葛西城址の青砥藤綱神社を合祀し、最終的に祭神は9柱となった。
現在の社殿は、5社合祀後の1961年（昭和36年）に造営されたものである。

## 交通アクセス
- 青砥駅より徒歩15分。